# АЕС Кофрентес
АЕС Кофрентес (ісп. Central nuclear de Cofrentes) — активна атомна електростанція на сході Іспанії.

## Опис
АЕС розташована на березі річки Хукар в муніципалітеті Кофрентес за 2 км від міста Кофрентес, провінції Валенсія за 100 км на південний захід від міста Валенсія. АЕС було введено в експлуатацію 14 жовтня 1984 р. з встановленою потужністю 992 МВт. Після вдосконалення вона поступово збільшувала потужність, спочатку до 110 % (1,092 МВт), а потім до 111 % (1,102 МВт), що дозволило їй забезпечити практично всі внутрішні витрати електроенергії Валенсії. На АЕС Кофрентес застосовується один реактор типу BWR (киплячий водяний реактор) компанії General Electric потужністю 1102 МВт.

## Будівництво
АЕС Кофрентес побудовано на правому березі річки Хукар, що забезпечує воду для охолодження. Знаходиться вона за 61 км від Валенсії по прямій лінії (100 км автострадою) та за 3 км від вулкана Кофрентс, який вважається згаслим, хоча його магматична камера все ще живить джерело курорту, Ервідерос.
Затвердження будівництва АЕС було надано Міністерством промисловості та енергетики 1972 року. Наступні два роки готували до будівництва майданчик, було придбано основне обладнання та забезпечено дозвіл на будівництво. 1975 року муніципальна рада Кофрентес видала дозвіл на будівництво та бізнесову ліцензію, а Міністерство промисловості затвердило будівництво.
Будівництво АЕС почалося в березні 1973 року, коли було підписано контракти з General Electric для постачання реактора, турбогенератора (турбіни та генератора) та першого завантаження палива.

## Інциденти
З 2001 по 10 березня 2011 року на АЕС Кофрентес було здійснено 25 незапланованих зупинок. Було здійснено 102 заходи безпеки — три з них були першого рівня за Міжнародною шкалою ядерних подій (INES). Адміністрація АЕС Кофрентес повідомило, що в 2000-х щорічно є в середньому 10 повідомлень.
22 вересня 2009 року реактор АЕС було зупинено для перевірки стану паливних елементів. В результаті було допущено падіння одного з елементів. Наслідків для персоналу та навколишнього середовища не було.

## Інформація по енергоблокам
| Реактор   | Тип реактора | Потужність (нетто) | Потужність (брутто) | Початок будівництва | Фізпуск    | Підключення до мережі | Введення в експлуатацію | Завершення експлуатації |
| --------- | ------------ | ------------------ | ------------------- | ------------------- | ---------- | --------------------- | ----------------------- | ----------------------- |
| Кофрентес | BWR-6        | 1064 МВт           | 1102 МВт            | 09.09.1975          | 23.08.1984 | 14.10.1984            | 11.03.1985              | —                       |